# Sylvia Browne
Sylvia Browne (ur. 19 października 1936, zm. 20 listopada 2013) – amerykańska medium i pisarka.

## Życiorys
Sylvia Browne urodziła się 19 października 1936 roku w Kansas City, Missouri w USA. Uczęszczała do katolickiego kolegium w Kansas City, po którym zaczęła naukę w parafialnej szkole. W 1959 roku wyszła za mąż. Z tego związku urodziła dwoje dzieci, lecz małżeństwo zakończyło się rozwodem. W tym czasie przeniosła się do Kalifornii. W następnym roku poślubiła Dala Browna. W 1974 roku wraz z nim założyła fundację Nirvana. W 1980 roku rozwiodła się z drugim mężem i ogłoszono upadłość fundacji. W 1994 roku wyszła za mąż za Larry'ego Becka. Jest autorką kilku książek, które znalazły się na liście bestsellerów New York Timesa.